# Панго (Вануату)
Панго — населенный пункт в юго-восточной части острова Эфате, Вануату.
Название Панго было дано ранними самоанскими миссионерами, прибывшими в 1840-х годах.

## Население
Первая перепись население Панго была проведена в 1867 году, численность жителей составляла не более 208 человек.
По данным переписи 2011 года численность населения составило 2485 человек. Всего в Панго зарегистрировано 1600 избирателей.